# 细鳞鳞毛蕨
细鳞鳞毛蕨（学名：Dryopteris microlepis）为鳞毛蕨科鳞毛蕨属下的一个种。其种加词“microlepis”意为“细鳞的”。